# Qmatiye
Qmatiyé (arabe : قماطية) est un village libanais situé dans le caza d'Aley au Mont-Liban.